# Tharsitius Senner
Johann Tharsitius Senner OFM (auch Juan Tarsicio Senner; * 3. August 1895 in Musau, Tirol, Österreich; † 28. April 1985 in Reutte, Tirol) war ein österreichischer Ordensgeistlicher und römisch-katholischer Bischof von Cochabamba in Bolivien.

## Leben
Johann Senner trat dem Franziskanerorden bei und erhielt den Ordensnamen Tharsitius. Am 16. November 1919 empfing er das Sakrament der Priesterweihe und war als Missionar in Bolivien tätig.
Am 25. Februar 1942 ernannte ihn Papst Pius XII. zum Apostolischen Vikar von Chiquitos und zum Titularbischof von Rusadus. Die Bischofsweihe spendete ihm der Apostolische Nuntius in Bolivien, Erzbischof Egidio Lari, am 29. Juni desselben Jahres. Mitkonsekratoren waren sein Amtsvorgänger Berthold Bühl OFM und der Bischof von Santa Cruz de la Sierra, Augustin Arce Mostajo.
1948 gab er die Leitung des Apostolischen Vikariats auf und wurde zum Weihbischof in Sucre ernannt. Am 26. Oktober 1951 ernannte ihn Papst Pius XII. zum Bischof von Cochabamba.
Er nahm an allen vier Sitzungsperioden des Zweiten Vatikanischen Konzils als Konzilsvater teil.
Am 19. August 1965 nahm Papst Paul VI. seinen Rücktritt als Bischof von Cochabamba an und ernannte ihn zum Titularbischof von Equizetum. Wegen der geänderten Vergaberichtlinien verzichtete er am 23. Januar 1976 auf den Titularsitz.
Von 1968 bis zu seinem Tod lebte er im Franziskanerkloster Reutte.